# Bradycellus provoensis
Bradycellus provoensis är en skalbaggsart som beskrevs av Thomas Casey. Bradycellus provoensis ingår i släktet Bradycellus och familjen jordlöpare. Inga underarter finns listade i Catalogue of Life.